# Asperula neglecta
Asperula neglecta ist eine Pflanzenart in der Familie der Rötegewächse (Rubiaceae). Sie ist in zentralen und südlichen Teilen des Gebirgszuges Apennin in Italien anzutreffen.

## Beschreibung

### Erscheinungsbild und Blatt
Asperula neglecta wächst als mehr oder weniger dichte Rasen bildende, ausdauernde krautige Pflanze. Sie bildet eine Pfahlwurzel aus. Sie erreicht mit den schwachen und vierkantigen sowie mehr oder weniger behaarten, manchmal fast kahlen Stängeln Wuchshöhen von 2 bis 7 (selten bis 10) Zentimeter. Die jungen und nicht blühenden Pflanzen sind grün gefärbt. Die niederen Internodien sind sehr kurz; die mittleren Blattabstände dagegen sind kürzer oder kaum länger als die Blätter.
Die gegenständigen, an der Spitze hyalin gestalteten Laubblätter sind zusammen mit den gleich aussehenden Nebenblättern in vierblättrigen Wirteln zusammengefasst. Die basalen Laubblätter mit einfachen, eiförmigen bis verkehrteiförmigen Blattspreiten stehen in dichten Büscheln. Die kurz behaarten oder kahlen und sehr dünnen, bei den unteren Blättern dagegen ledrigen Blattspreiten der Stängelblätter sind bei einer Länge von 5 bis 20 Millimeter und einer Breite 1,3 bis 1,5 Millimeter verkehrt-lanzettlich bis lanzettlich mit einem spitzen oberen Ende. Der Spreitenrand ist schwach nach unten umgerollt. Eine Mittelrippe reicht bis zu etwas weniger als drei Viertel der Spreitenlänge.

### Blütenstand, Blüte und Frucht
Die schirmtraubigen Gesamtblütenstände sind aus köpfchenförmigen Teilblütenständen zusammengesetzt, in denen Blüten gemeinsam mit freien oder leicht verwachsenen, breit lanzettlichen Tragblättern zusammen stehen. Die Blüten sind entweder sitzend oder besitzen bis zu 1 Millimeter lange Blütenstiele.
Die zwittrigen Blüten sind radiärsymmetrisch und vierzählig mit doppelter Blütenhülle. Die vier Kelchblätter sind reduziert oder fehlen zur Gänze. Vier rosafarbene Kronblätter bilden die 3 bis 3,5 Millimeter große, schmal trichterförmige und außen kurz behaarte oder kahle Krone. Die Kronröhre ist um etwa vier bis fünf Drittel länger als die Kronlappen. Es ist nur ein Kreis mit vier Staubblättern vorhanden, die die Krone nicht überragen.
Asperula neglecta bildet 1 bis 1,5 Millimeter große und abstehend behaarte oder feinwarzige Zerfallsfrüchte aus.

## Systematik
Die Erstbeschreibung von Asperula neglecta erfolgte 1826 durch Giovanni Gussone in Plantae Rariores Quas in Itinere per Oras Jonii ac Adriatici Maris et per Regiones Samnii ac Aprutii, S. 69–70, Tafel 13, Figur 2. Synonyme für Asperula neglecta Guss. sind Asperula neglecta var. nitens (Guss.) Nyman und Asperula nitens Guss.. Ein Homonym ist Asperula neglecta Moris, das 1828 in Giuseppe Giacinto Moris’ Stirpium Sardoarum Elenchus, Band 2, Seite 4 veröffentlicht wurde; es ist allerdings ein Synonym für die Art Asperula pumila Moris.
Asperula neglecta gehört zur Sektion Cynanchicae innerhalb der Gattung Asperula. Sie bildet dort die „Asperula pyrenaica-Gruppe“, in die möglicherweise verwandte, Gebirgsregionen besiedelnde Arten mit disjunktem Areal wie Asperula beckiana, Asperula neilreichii, Asperula rupicola und Asperula pyrenaica gestellt werden.